# Hampe (support)
Pour les articles homonymes, voir Hampe.

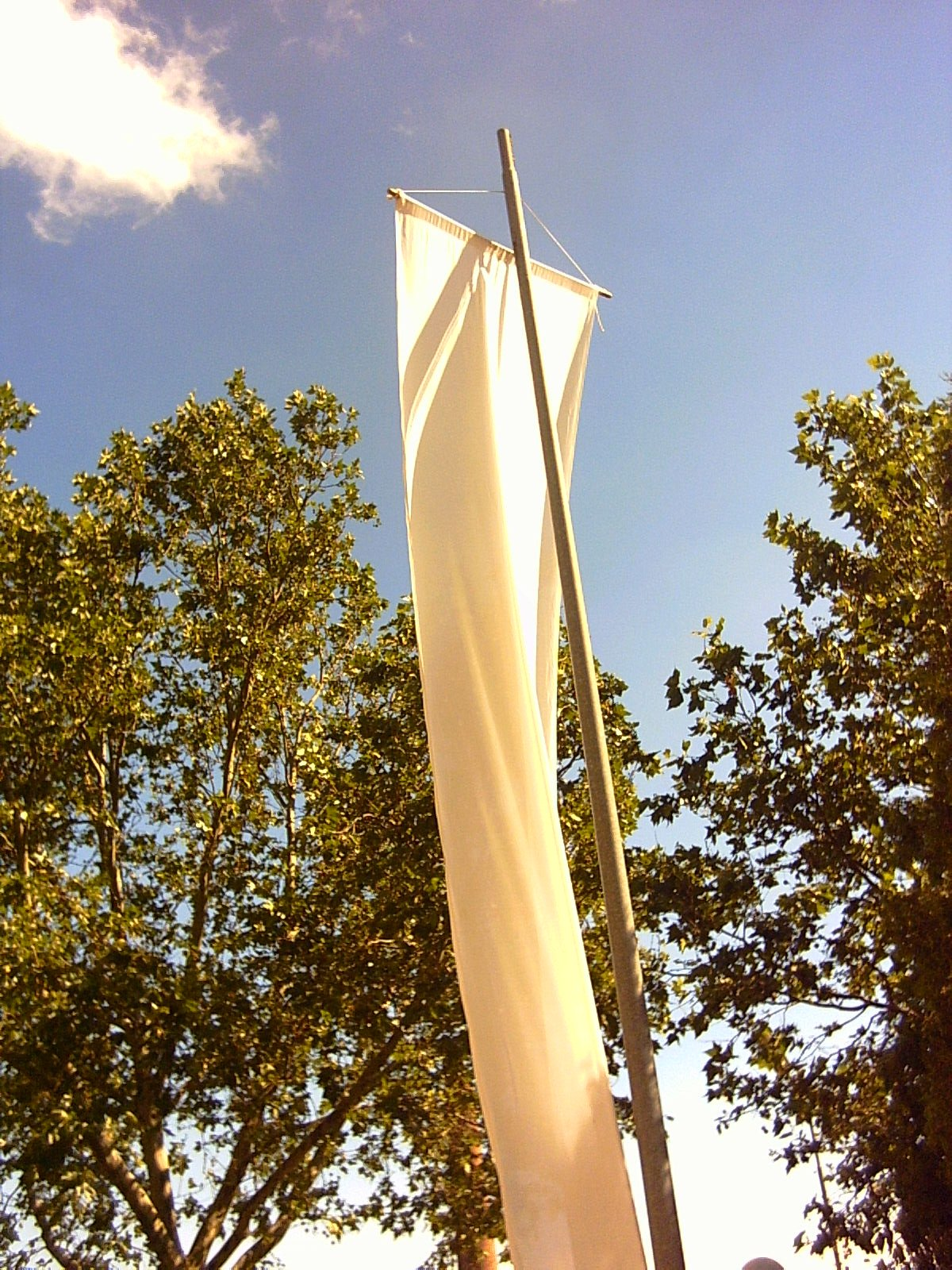
Hampe de drapeau

La hampe est le long manche, généralement en bois, sur lequel peut être fixé un drapeau ou le fer d'une arme d'hast (lance, pique, etc). 

## Pour les armes d'hast
En bois, elle est d’abord cylindrique mais plus souvent octogonale pour éviter qu'elle ne tourne dans la main. Elle peut aussi être équipée de lanières de cuir croisées ou de clous pour un meilleur maintien.

## Autres usages
On parle aussi de hampes par rapport aux premières torpilles, les torpilles portées. aussi sous le nom d'espar. 

## Hampes de drapeau notables
Plusieurs hampes de drapeau se démarquent par leur hauteur remarquable, la plupart se trouvent dans les pays arabes et d'Asie centrale. 
- Hampe de drapeau de Douchanbé (165 mètres) (la plus haute entre 2011 et 2014)
- Hampe de drapeau d'Achgabat (133 mètres)
- Hampe de drapeau de Kijong-dong (160 mètres) (la plus haute jusqu'en 2010)
- Hampe de drapeau de Djeddah (170 mètres) (la plus haute depuis 2014)
- Hampe de drapeau d'Abou Dabi
- Hampe de drapeau d'Aqaba (132 mètres)
- Hampe de drapeau de Raghadan (126 mètres)
- Place du drapeau national de Bakou (162 mètres) (la plus haute entre 2010 et 2011)

## Images

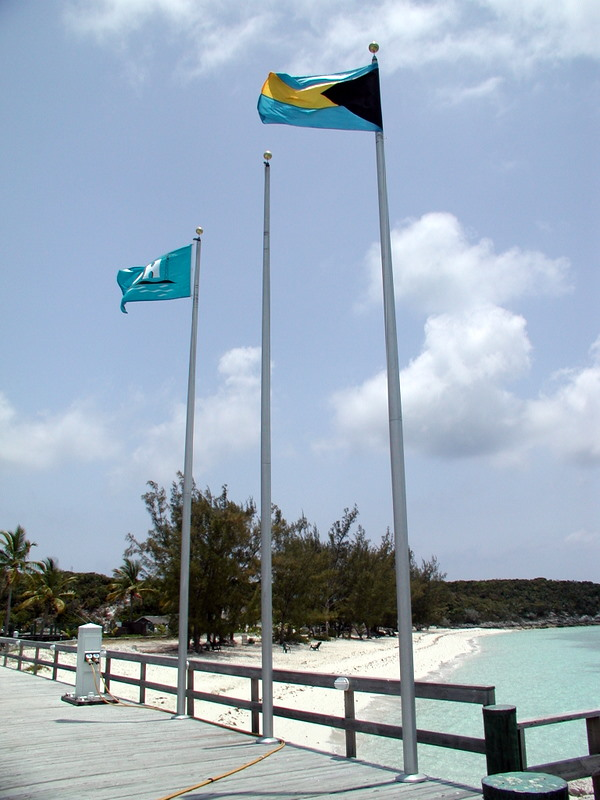
Hampe de drapeau
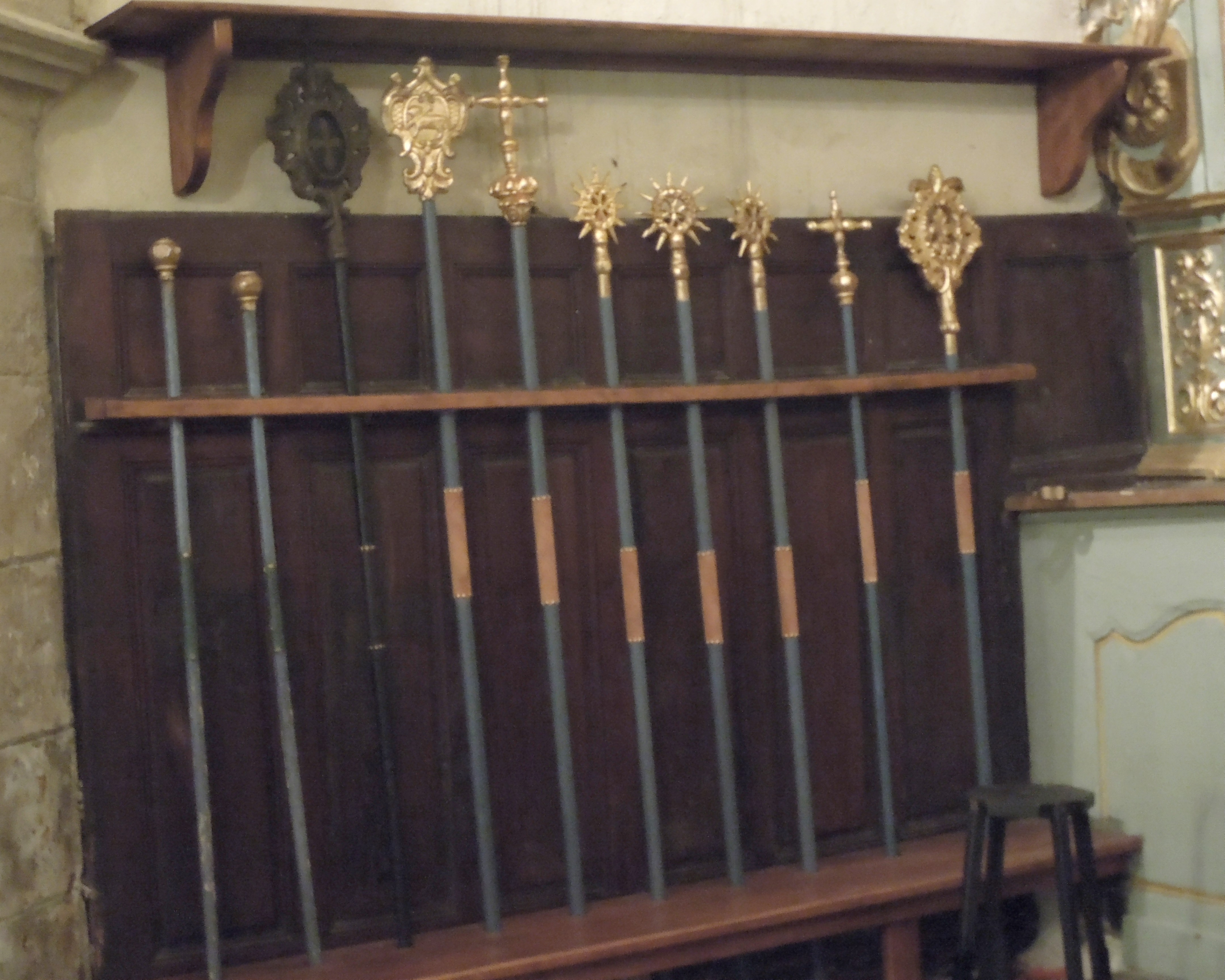
Bâtons de procession
Diverses hampes